# Parque Al Bidda
El parque Al Bidda, antiguamente conocido como parque Al Rumaila, es un parque de Doha (Catar). Situado junto al Teatro Nacional de Catar y cerca de la bahía de Doha, tiene vistas de la corniche de Doha y es uno de los parques más antiguos y populares de la ciudad. También es una zona usada para la observación de aves. El parque contiene una zona de juegos para niños, algunas tiendas pequeñas y el «pueblo cultural», un centro dedicado al patrimonio cultural.
Después de que fuera cerrado para su renovación en noviembre de 2014, el parque fue reinaugurado en febrero de 2018, coincidiendo con la celebración del Día Nacional del Deporte.